# Natasha Shneider
Natasha Shneider (właśc. Natalia Mikhailovna Schneiderman; ur. 22 maja 1956 w Rydze, zm. 2 lipca 2008 w Los Angeles) – rosyjska wokalistka zespołu muzycznego Eleven. Jej partnerem życiowym był Alain Johannes.
Współpracowała z zespołem Queens of the Stone Age, w którym grała gościnnie na klawiszach oraz brała udział w trasach koncertowych. Brała także udział w nagraniu płyty Euphoria Morning, pierwszego solowego wydawnictwa Chrisa Cornella. Shneider napisała i wykonała piosenkę „Who’s in Control” do filmu Catwoman z 2004. Wystąpiła również w dwóch filmach: 2010: Odyseja kosmiczna (1984), jako radziecka kosmonautka Irina Yakunina, oraz Wanda w filmie Spiker (1986). Na swoim koncie miała też niewielkie role w serialach Policjanci z Miami i Posterunek przy Hill Street.
Zmarła 2 lipca 2008 po przegranej walce z chorobą nowotworową.